# Bursa corrugata
Bursa corrugata is een slakkensoort uit de familie van de Bursidae. De wetenschappelijke naam van de soort is voor het eerst geldig gepubliceerd in 1811 door Perry. De Bursa caelata (Broderip, 1833) is een synoniem.

## Voorkomen
Deze soort komt voor in de Golf van Californië tot voor de kust van Peru en kan tot 50 mm groot worden. Het is een carnivoor die leeft in ondiep water op rotsen en koraalriffen.